# St. John Island (St. John Bay)
St. John Island is een onbewoond eiland van 18 km² dat deel uitmaakt van de Canadese provincie Newfoundland en Labrador. Het is bij verre het grootste eiland voor de westkust van Newfoundland.

## Geografie
St. John Island ligt in St. John Bay, een grote baai aan de westkust van het Great Northern Peninsula van Newfoundland. Het is het grootste eiland van die baai en ligt in het eilandrijke zuiden ervan. In een straal van 2 km rondom St. John Island liggen nog drie andere eilanden: Flat Island (2,5 km²) ten westen ervan en Round Head Island (1,2 km²) en Hare Island (0,65 km²) beide ten oosten ervan.
Het hoofdgedeelte van het eiland heeft een vrij regelmatige vorm, al heeft het in het zuiden wel een schiereiland dat bijna 3 km lang is. Het zuidelijkste punt van dat schiereiland ligt het dichtst bij het "vasteland" van Newfoundland. Beide eilanden liggen op dat punt slechts 4,5 km van elkaar verwijderd. St. John Island is dichtbebost en bereikt in het westen via steile hellingen een hoogte van 70 meter boven de zeespiegel.